# Empis loewiana
Empis loewiana är en tvåvingeart som beskrevs av Mario Bezzi 1909. Empis loewiana ingår i släktet Empis och familjen dansflugor. Inga underarter finns listade i Catalogue of Life.